# Parc de l'Alamillo
Pour les articles homonymes, voir Alamillo.
Le parc de l'Alamillo est un parc de la ville de Séville, en Andalousie, (Espagne). C'est une des destinations dominicales préférées des Sévillans. Il appartient et est entretenu par la Junta de Andalucía.

## Caractéristiques
Aménagé sur un terrain acquis par Séville dans le cadre de l'Exposition universelle de 1992, le parc de l'Alamillo couvre 75 ha au nord-ouest de la ville, au nord de l'île de la Cartuja, entre le Guadalquivir et sa darse. Il fut inauguré et ouvert au public le 12 octobre 1993.
Selon le projet de la ville, il est mis sur pied pour offrir à Séville un grand parc urbain ludique et accueillant tout en recréant, avec des essences indigènes comme l'orme, le pin, le peuplier, le chêne-liège et l'oranger, divers écosystèmes de la forêt méditerranéenne. Si les buttes et les dépressions du parc étaient respectivement des montagnes et des vallées, on retrouverait la même végétation que dans une forêt réelle, selon la hauteur, l'orientation des versants ou la proximité de l'eau. De plus, à l'image d'un jardin botanique, des panneaux renseignent le visiteur sur les différentes espèces végétales ainsi que sur les animaux qui y élisent domicile.
Le parc est aménagé autour de deux étangs, le Lago Grande (grand lac) et le Lago Chico (petit lac) et est doté d'infrastructures récréatives (kiosques, aires de jeu, tables), sportives (location de vélos) et didactiques. De plus, des promenades d'observation de la flore et de la faune, des jeux, des pièces de théâtre, des ateliers et d'autres activités sont régulièrement organisés.
En août 2013, la ville débute l'aménagement de 40 ha de terrain bordant le parc à l'est, dont des vergers d'orangers et les berges de l'extrémité nord de la darse du Guadalquivir situées au niveau de la passerelle de San Jerónimo. Ces travaux feront passer la surface totale du parc à 120 ha.

## Faune

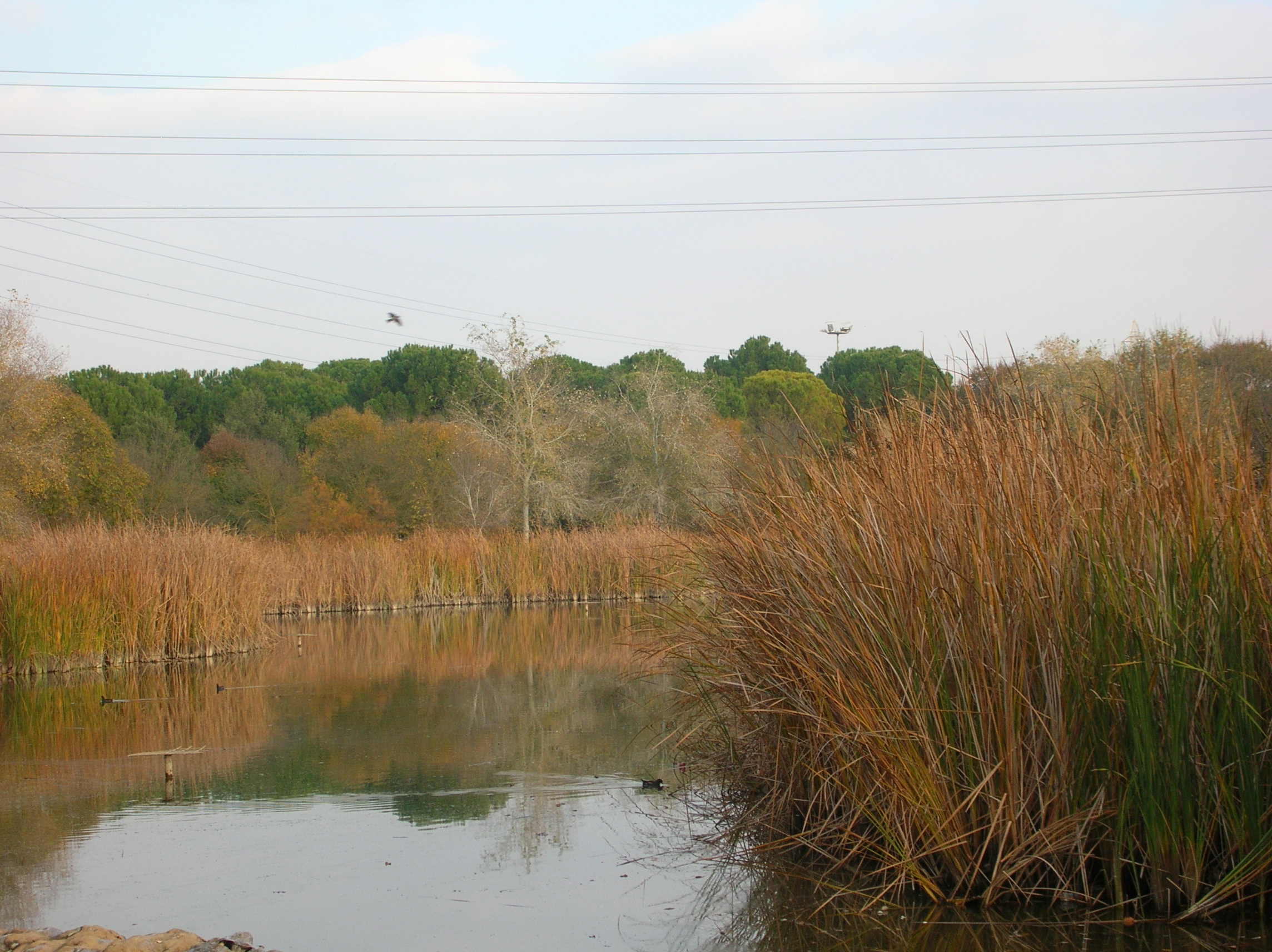
Un des deux étangs du parc de l'Alamillo

### Poissons
Dans les étangs se trouvent des achigans à grande bouche, des carpes (cyprinus carpio, cyprinus carpio, cyprinus collari), des poissons rouges et des crapets-soleils.

### Oiseaux
La végétation méditerranéenne du parc, la fructification automnale d'une grande partie de ses espèces et la proximité du fleuve favorisent la présence et l'hivernage d'un grand nombre d'oiseaux. Sur la centaine d'espèces d'oiseaux que l'on trouve plus ou moins fréquemment dans le parc, citons l'aigle botté, la bergeronnette grise, la bouscarle de Cetti, le bruant proyer, le canard colvert, le chardonneret élégant, la chouette chevêche, le cochevis huppé, l'étourneau unicolore, le faucon crécerelle, la fauvette à tête noire, la foulque macroule, le grand cormoran, le grimpereau des jardins, la grive musicienne, le héron garde-bœufs, la huppe fasciée, le martin-pêcheur d'Europe, le merle, la mésange charbonnière, les moineaux domestique et friquet, la perdrix rouge, le pinson des arbres, le pipit farlouse, le pouillot véloce, la poule d'eau, le serin cini et la tourterelle turque.

## Flore
Parmi les arbres et autres espèces végétales du parc de l'Alamillo, on peut citer l'ajonc nain, l'arbousier, la bruyère à balais, le caroubier, les chênes vert, kermès et liège, le chèvrefeuille des bois, les cistes crépu, à gomme et de Montpellier, la coronilla, l'églantier, l'épine blanche, le figuier commun, le filaire à feuille étroite, le fragon faux houx, le frêne à feuilles étroites, le genêt d'Espagne, la germandrée arbustive, le laurier rose, le micocoulier de Provence, le mûrier sauvage, la myrte commune, l'olivier, l'oranger amer, l'orme champêtre, le palmier nain, les peupliers blanc et noir, le phlomis, les pins d'Alep et parasol, le pistachier lentisque, le romarin, la salsepareille, le saule blanc, le tamaris, le thym et la viorne tin.

## Source
- www.parquedelalamillo.org, « Parque del Alamillo » (consulté le 20 février 2008)